# Valentín Villafañe
Valentín Villafañe (Mar del Plata, provincia de Buenos Aires; 2 de mayo de 1991) es un actor argentino. Es conocido por el papel de Titán en la telenovela argentina Sueña conmigo.

## Carrera
A los nueve años de edad comenzó a estudiar teatro en Mar del Plata, su ciudad natal. Luego se trasladó a Buenos Aires en donde estudió en diferentes teatros destacados como "Andamio 90"de Alejandra Boero, Centro Cultural Gral San Martín, Teatro Rojas y "Timbre 4" de Claudio Tolcachir, realizando muestras de autores como Federico García Lorca, Tennessee Williams, Berthold Brecht, etc. 
Su carrera televisiva comenzó en 2006, con una participación en Algo habrán hecho por la historia argentina como el Coronel Panchito Solano López. 
En 2008 actuó en la segunda temporada de Patito feo, como Damián.
En 2009 y 2010 interpretó a Abel en la telenovela argentina Niní junto a Florencia Bertotti. 
En 2010 y 2011 participó en la serie juvenil Sueña conmigo, como Titán que se emitía por Nickelodeon y Telefe. La misma estaba protagonizada por Eiza González y Santiago Ramundo. donde compartió créditos antagónicos junto a Brenda Asnicar y Vanesa Gabriela Leiro. En 2011, también participó en los coros de la canción "Tu y yo" de la banda sonora de Grachi, novela transmitida por la cadena Nickelodeon.
El 29 de septiembre de 2011 se estrenó un unitario llamado Vindica en el cual él participaba como el soldado Germán Rodríguez, en su versión joven, mientras que Esteban Prol hacía del personaje adulto. En 2011, también actuó en el unitario Historias de la primera vez haciendo el personaje de Santiago compartiendo créditos con Andrea Bonelli y Ana María Orozco (Betty la fea) y en Los Únicos haciendo el personaje de Pablo.
En 2012, protagonizó la serie 30 días juntos con María Eugenia Suárez y Nicolás Pauls, interpretando a Lucas.
En 2015, coprotagonizó una serie  para Walt Disney Channel Latinoamérica en el rol de villano junto a César Bordón (Luis Miguel la serie) e Iván Aragón (el Chapo), por el cual sería nominado a mejor villano en los Kids Choice Awards de Nickelodeon.
En 2018 grabó para la exitosa serie argentina El Marginal 2 producida por Netflix y Underground producciones.
En 2024 interpreta a Borja en la miniserie de Netflix Secuestro del vuelo 601, un secuestrador. El filme está basado en hechos reales de un secuestro de avión más largo de toda la historia de la aviación latinoamericana.

## Trayectoria

### Televisión
| Año       | Título                                      | Personaje                                        | Rol                    | Canal                       |  |
| --------- | ------------------------------------------- | ------------------------------------------------ | ---------------------- | --------------------------- |  |
| 2006      | Algo habrán hecho por la historia argentina | Francisco Solano López                           | Elenco                 | Telefe                      |  |
| 2008      | Patito feo                                  | Damián                                           | Elenco                 | Canal 13                    |  |
| 2008      | B&B                                         | Marcos                                           | Elenco                 | Telefe                      |  |
| 2009-2010 | Niní                                        | Abel                                             | Elenco                 | Telefe                      |  |
| 2010-2011 | Sueña conmigo                               | Diego "Titán"                                    | Antagonista Principal  | Nickelodeon/Canal 5/Telefe  |  |
| 2011      | Vindica                                     | Germán Rodríguez                                 | Elenco                 | América TV                  |  |
| 2011      | Historias de la primera vez                 | Santiago (Ep: "La primera vez que te pedí algo") | antagonista            | América TV                  |  |
| 2011      | Los Únicos                                  | Pablo                                            | Participación Especial | Canal 13                    |  |
| 2012      | 30 días juntos                              | Lucas                                            | Protgonista            | Cosmopolitan TV             |  |
| 2014      | Somos Familia                               | Tomás                                            | Elenco                 | Telefe                      |  |
| 2016      | Jungle Nest                                 | Markus Montalbán                                 | Antagonista Principal  | Disney XD                   |  |
| 2017      | Las Estrellas                               | Franco                                           | Participación Especial | El Trece                    |  |
| 2018      | Simona                                      | Ramiro                                           | Participación Especial | El Trece                    |  |
| 2018      | El marginal                                 | Hueso                                            | Participación Especial | TV Pública                  |  |
| 2022      | Diario de un gigoló                         | Tomas                                            | Participación Especial | Netflix                     |  |
| 2023      | Planners                                    | Iván                                             | Antagonista            | Star+                       |  |
| 2024      | Secuestro del vuelo 601                     | Eusebio "Ulises" Borja                           | Protagonista           | Netflix                     |  |
| 2024      | Selenkay                                    | Rafael Fenix                                     | Protagonista           | Disney+                     |  |
| 2025      | Espartanos, una historia real               | Colli                                            | Secundario             | Disney+                     |  |
| 2025      | La reina del flow 3                         | Meteoro                                          | Principal              | Caracol - Sony Entertaiment |  |

### Teatro
| Año       | Título                     | Rol     | Dirección        |
| --------- | -------------------------- | ------- | ---------------- |
| 2009-2010 | Niní, la búsqueda          | Abel    | Valeria Ambrosio |
| 2011      | Sueña conmigo en concierto | Titán   | Eduardo Gongell  |
| 2013      | Descuidistas               | El Inge | Ezequiel Sagasti |

## Premios
| Año  | Premio                                    | Categoría                              | Obra |
| ---- | ----------------------------------------- | -------------------------------------- | ---- |
| 2016 | Nickelodeon Kids' Choice Awards Argentina | Mejor villano                          |      |
| 2024 | PREMIOS PRODU                             | Mejor actor principal- SERIE DRAMÁTICA |      |